# Diadelia parapunctifrons
Diadelia parapunctifrons är en skalbaggsart som beskrevs av Stefan von Breuning 1977. Diadelia parapunctifrons ingår i släktet Diadelia och familjen långhorningar. Inga underarter finns listade i Catalogue of Life.